# Helmsand
Helmsand est une petite île allemande située dans la mer du Nord dépendante du land Schleswig-Holstein au nord-ouest de l'Allemagne, elle ne possède pas de population permanente.